# Alberto Agnesi
Alberto Agnesi  (Guadalajara, Jalisco, Mexikó, 1977. november 21. –) mexikói színész.

## Élete
Alberto Agnesi 1977. november 21-én született Guadalajarában. Karrierjét 2005-ben kezdte a Barerra de amor című telenovellában, ahol Daniel Romero szerepét játszotta. 2012-ben a Bűnös vágyak című sorozatban megkapta Enrique Tovar szerepét.

## Filmográfia

### Telenovellák
- Señora Acero (2014) .... Marcelo Dóriga
- Mentir para vivir (2013) .... Antonio Araujo
- Bűnös vágyak (Abismo de pasión) (2012) .... Enrique Tovar
- Llena de amor (2010-2011) .... André Silva
- Juro que te amo (2008-2009) .... Renato Lazcano Cassis
- Lola, érase una vez (2007-2008) .... Patrick Lubier
- Barrera de amor (2005-2006) .... Daniel Romero

### Sorozatok
- El Diez (2011) .... Jorge Alberto Dumont
- Como dice el dicho (2011)

## Díjak és jelölések

### TVyNovelas-díj
| Év   | Kategória                 | Telenovella      | Eredmény |
| ---- | ------------------------- | ---------------- | -------- |
| 2013 | Legjobb férfi felfedezett | Abismo de pasión | Jelölés  |